# Johann I. (Kastilien)

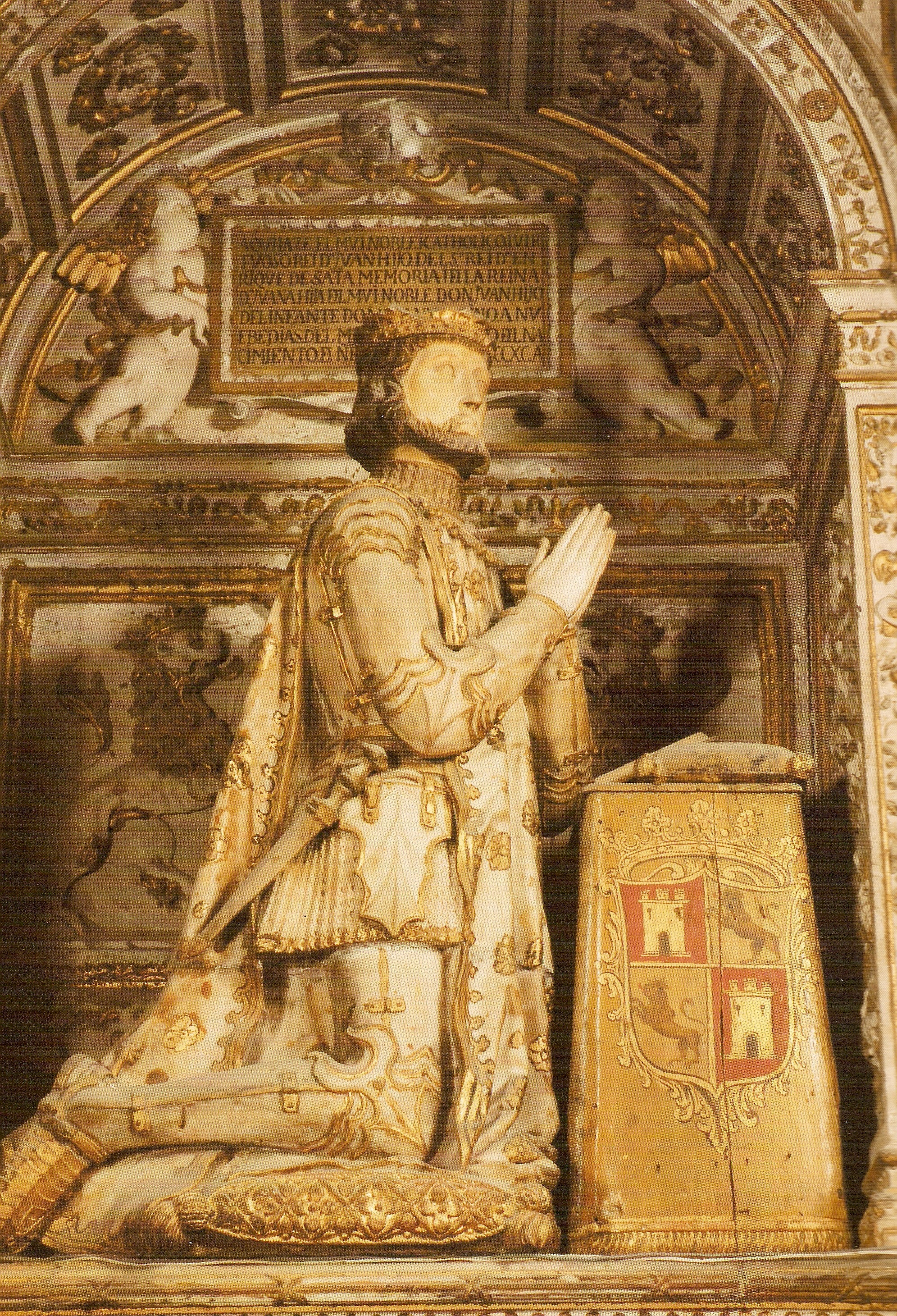
Grab Johanns I.

Johann I. (spanisch Juan I de Castilla; * 24. August 1358 in Épila, Saragossa; † 9. Oktober 1390 in Alcalá de Henares) war von 1379 bis 1390 König von Kastilien und León.

## Leben
Johann war der Sohn von Heinrich II. und dessen Frau Johanna, Tochter von Juan Manuel von Villena, dem Oberhaupt eines jüngeren Zweigs des Hauses von Kastilien. Zu Beginn seiner Regentschaft musste er sich gegen die Feindseligkeit von John of Gaunt behaupten, der ein Sohn Eduards III. von England war. Er erhob Anspruch auf die Krone, weil seine Frau Konstanze eine Tochter Peters des Grausamen war, der von Johanns Vater entmachtet und ermordet worden war. Der König von Kastilien kaufte seinem englischen Rivalen schließlich den Anspruch ab, indem er 1387 eine Ehe zwischen seinem Sohn Heinrich und Katharina, Tochter von John of Gaunt, arrangierte.
Zuvor war er in Feindseligkeiten mit Portugal, das mit John of Gaunt verbündet war, verwickelt. Sein erster Streit mit Portugal wurde 1382 durch seine Heirat mit Beatrix von Portugal, der ältesten Tochter von Ferdinand von Portugal beigelegt.
Nach dem Tod seines Schwiegervaters im Jahre 1383 versuchte Johann die Thronansprüche seiner Frau durchzusetzen. Die Revolution von 1383, eine Zeit von Bürgerunruhen und Anarchie in Portugal, folgte. Das Nationalgefühl des portugiesischen Volkes war gegen ihn, und er wurde in der Schlacht von Aljubarrota am 14. August 1385 vernichtend geschlagen.
In beabsichtigter historischer Reminiszenz an das frühere Königreich Asturien, das der arabischen Eroberung der Iberischen Halbinsel nach allgemeiner Auffassung getrotzt hatte und darum als Keimzelle der christlichen Wiedereroberung (Reconquista) angesehen wurde, errichtete König Johann zur materiellen Versorgung des Thronfolgers 1388 das bis heute bestehende Fürstentum Asturien. Der Titel Fürst von Asturien wird seitdem vom kastilischen, später spanischen Kronprinzen getragen.
König Johann starb in Alcalá am 9. Oktober 1390 durch einen Reitunfall, während er mit sogenannten farfanes (Reiter in arabischem Stil) an einer fantasia teilnahm.

## Nachkommen
Aus der Ehe mit Eleonore von Aragón, Tochter des Königs Peter IV.:
- Heinrich III. der Kränkliche
- Ferdinand I., König von Aragón

Aus der Ehe mit Beatrix von Portugal:
- Miguel von Portugal (1384–1385)